# Адильхан (деревня)
Адильхан (тур. Adilhan) — деревня в Турции, районе Гелиболу провинции Чанаккале Население — 454 чел. (2020)

## История
Деревня носит такое же название с 1519 года. Поселение иммигрантов из Румелихисар в начале 20 века. Жители деревни считают, что деревня получила свое название от командира по имени Адильхан, который был замучен во время войны в Чанаккале, но при этом название деревни Адилхан встречается в письменных источниках 15 века. Деревенские жители поселились в этом районе после турецко-русских войн 1877—1878 гг.

## География
Деревня находится в 94 км от центра города Чанаккале и в 46 км от центра города Галлиполи. 40 метров над уровнем моря.

## Население
| год  | население |
| ---- | --------- |
| 2020 | 454 чел   |
| 2009 | 596 чел   |
| 1985 | 804 чел   |